# بطولة الأمم الست للسيدات 2015
بطولة الأمم الست للسيدات 2015 (بالإنجليزية: 2015 Women's Six Nations Championship)‏ هو الموسم 20 من  بطولة الأمم الست للسيدات. أقيم خلال الفترة 6 فبراير 2015 وحتى 22 مارس 2015، وفاز فيه منتخب أيرلندا الوطني لاتحاد الرغبي للسيدات.